# القافل، هدهارموت
ال-قافل، هدهارموت یک منطقهٔ مسکونی در یمن است که در استان حضرموت واقع شده است.